# ヴェイグラント・レコード
ヴェイグラント・レコード (Vagrant Records) は、アメリカ合衆国カリフォルニア州ロサンゼルスを本拠とするインディペンデントレーベルである。1996年にリッチ・イーガン (Rich Egan) とジョン・コーエン (Jon Cohen) によって設立された。
元々はダッシュボード・コンフェッショナル、アルカライン・トリオ、ゲット・アップ・キッズ、セイヴス・ザ・デイなどパンク・ロック、ポップ・パンク、エモを取り扱っていたが、2005年にイールズと契約した頃から徐々にインディー・ロック主体のラインナップにシフトしていった。

## 現在の所属アーティスト
| - The 1975 - アクティヴ・チャイルド (Active Child) - アレクサンダー (Alexander) - アルーナジョージ (AlunaGeorge) - バッド・サンズ (Bad Suns) - ベンジャミン・フランシス・レフトウィッチ (Benjamin Francis Leftwich) - ブラック・ジョー・ルイス (Black Joe Lewis) - ブラック・レベル・モーターサイクル・クラブ (Black Rebel Motorcycle Club) - ブリッツェン・トラッパー (Blitzen Trapper) - ボンベイ・バイシクル・クラブ (Bombay Bicycle Club) - カリフォルニア・ワイブス (California Wives) - サーカ・ウェーヴス (Circa Waves) - クレイグ・フィン (Craig Finn) - エドワード・シャープ・アンド・ザ・マグネティック・ゼロズ (Edward Sharpe and the Magnetic Zeros) | - イールズ (Eels) - ジ・エレクテッド (The Elected) - フォッシル・コレクティヴ (Fossil Collective) - フレンチ・キックス (French Kicks) - ザ・グレイツ (The Grates) - ジェームス・ヴィンセント・マクモロー (James Vincent McMorrow) - ジョン・ゴールド (John Gold) - マーク・ラネガン (Mark Lanegan) - ミッシー・ヒギンズ (Missy Higgins) - ピート・ヨーン (Pete Yorn) - PJハーヴェイ (PJ Harvey) - レプター (Reptar) - ローグ・ウェイヴ (Rogue Wave) - ウェイク・アウル (Wake Owl) |

## 過去に所属していたアーティスト
| - アレクシスオンファイア (Alexisonfire) - アルカライン・トリオ (Alkaline Trio) - バンド・オブ・スカルズ (Band of Skulls) - シティ・アンド・カラー (City and Colour) - ダッシュボード・コンフェッショナル (Dashboard Confessional) - フェイス・トゥ・フェイス (Face to Face) - FACT - ファー (Far) - フロム・オータム・トゥ・アッシズ (From Autumn to Ashes) - ザ・フューチャーヘッズ (The Futureheads) - ゲット・アップ・キッズ (The Get Up Kids) - ヘイ・メルセデス (Hey Mercedes) - ザ・ホールド・ステディ (The Hold Steady) - ホース・ザ・バンド (Horse the Band) - ザ・(インターナショナル)・ノイズ・コンスピラシィ (The (International) Noise Conspiracy) | - レモンヘッズ (The Lemonheads) - マット・プリオール (Matt Pryor) - ザ・ニュー・アムステルダムズ (The New Amsterdams) - ザ・ナイト・マーチャーズ(The Night Marchers) - ポール・ウェスターバーグ (Paul Westerberg) - プラシーボ (Placebo) - プロテスト・ザ・ヒーロー (Protest the Hero) - ラムシュタイン (Rammstein) - ロケット・フロム・ザ・クリプト (Rocket from the Crypt) - セイヴス・ザ・デイ (Saves the Day) - スクール・オブ・セヴン・ベルズ (School of Seven Bells) - センシズ・フェイル (Senses Fail) - スターズ (Stars) - トゥー・タングス (Two Tongues) - スライス (Thrice) |